# Thalamoporella floridana
Thalamoporella floridana är en mossdjursart som beskrevs av Osburn 1940. Thalamoporella floridana ingår i släktet Thalamoporella och familjen Thalamoporellidae.
Artens utbredningsområde är Mexikanska golfen. Inga underarter finns listade i Catalogue of Life.